# Jagnjić Dol
Jagnjić Dol is een plaats in de gemeente Sveta Nedelja in de Kroatische provincie Zagreb. De plaats telt 454 inwoners (2001).